# Angora (tkanina)

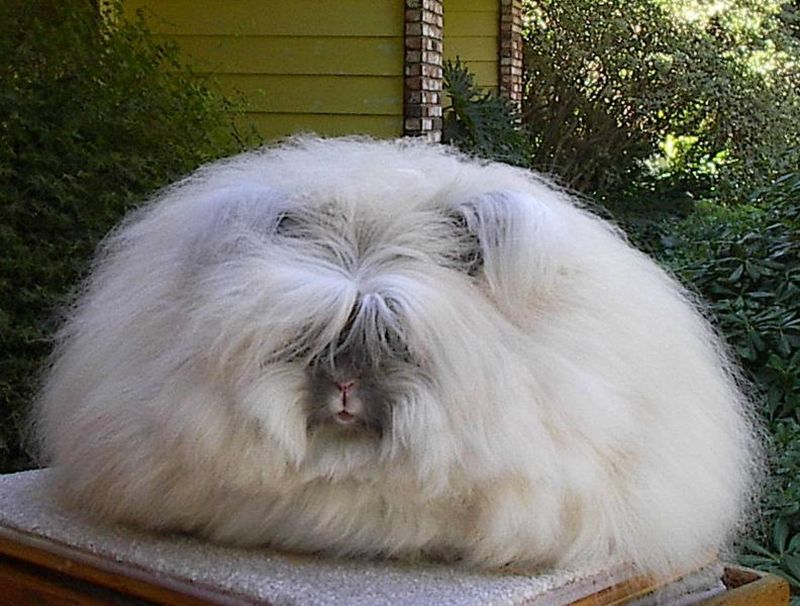
Królik angorski

Angora – miękka tkanina z wełny królików angorskich. Nie należy mylić angory z moherem, który jest produkowany z wełny kóz angorskich.